# Daniel Ludueña
Daniel Emmanuel „Hachita” Ludueña (ur. 27 lipca 1982 w Córdobie) – argentyński piłkarz z obywatelstwem meksykańskim występujący na pozycji ofensywnego pomocnika.

## Kariera klubowa
Ludueña pochodzi z rodziny o tradycjach piłkarskich – profesjonalnymi zawodnikami byli zarówno jego ojciec Luis Antonio Ludueña, jak i młodszy brat Gonzalo Ludueña. Na cześć swojego ojca – który nosił pseudonim „Hacha” („Topór”) – został obdarzony przydomkiem „Hachita” („Toporek”). Jest wychowankiem akademii juniorskiej zespołu Club Atlético River Plate ze stołecznego Buenos Aires. Do seniorskiej drużyny został włączony jako osiemnastolatek przez szkoleniowca Ramóna Díaza i w argentyńskiej Primera División zadebiutował 11 lutego 2001 w wygranym 6:2 spotkaniu z Estudiantes La Plata. W tym samym sezonie Clausura 2001 zdobył ze swoją drużyną tytuł wicemistrza kraju, będąc jednak głębokim rezerwowym.
Sukces w postaci wicemistrzostwa kraju Ludueña powtórzył również podczas rozgrywek Apertura 2001, zaś w sezonie Clausura 2002 wywalczył swoje premierowe mistrzostwo Argentyny, lecz ani razu nie pojawił się na boisku. W rozgrywkach Clausura 2003 zanotował z prowadzoną przez Manuela Pellegriniego drużyną kolejny tytuł mistrzowski, w tym samym roku dochodząc także do finału Copa Sudamericana. Premierowego gola w pierwszej lidze strzelił 3 marca 2004 w wygranym 2:1 meczu z Atlético Rafaela i w tych samych rozgrywkach Clausura 2004 po raz trzeci został mistrzem Argentyny. Przez cały pobyt w River pełnił jednak przeważnie rolę rezerwowego, nie potrafiąc wygrać rywalizacji z graczami takimi jak Marcelo Gallardo, Ariel Ortega, Andrés D'Alessandro czy Daniel Montenegro.
Latem 2003 Ludueña wyjechał do Meksyku, gdzie spędził większość swojej kariery, przenosząc się za sumę 180 tysięcy dolarów do walczącej o utrzymanie drużyny Tecos UAG z siedzibą w Guadalajarze. Został tam ściągnięty przez trenera Daniela Guzmána, który zauważył jego talent podczas jednej ze swoich wypraw do Argentyny. W meksykańskiej Primera División zadebiutował 16 stycznia 2005 w wygranym 1:0 meczu z Pumas UNAM, w którym strzelił także swojego pierwszego gola w nowej ekipie i od razu został jedną z największych gwiazd ligi meksykańskiej. Już w swoim pierwszym sezonie Clausura 2005 zdobył z Tecos tytuł wicemistrza kraju, a także został wybrany w plebiscycie organizowanym przez Meksykański Związek Piłki Nożnej (FMF) najlepszym ofensywnym pomocnikiem rozgrywek. Ogółem w ekipie Tecos spędził dwa lata, będąc niekwestionowaną gwiazdą zespołu.
W styczniu 2007 Ludueña za sumę półtora miliona dolarów przeszedł do drużyny Santos Laguna z miasta Torreón, której szkoleniowcem był wówczas Daniel Guzmán – jego były trener z Tecos. Tam od razu został kluczowym piłkarzem zespołu i w jesiennym sezonie Apertura 2007 w dziewiętnastu spotkaniach zanotował osiemnaście goli i dziesięć asyst, a FMF uznał go za najlepszego piłkarza i ofensywnego pomocnika ligi meksykańskiej. Podczas wiosennych rozgrywek Clausura 2008 po raz pierwszy wywalczył tytuł mistrza Meksyku i trzeci raz został wybrany na najlepszego ofensywnego pomocnika ligi. Po upływie dwóch lat, w wiosennym sezonie Bicentenario 2010, zanotował wicemistrzostwo kraju i sukces ten powtarzał później dwa razy – w jesiennych rozgrywkach Apertura 2010 i rok później – w sezonie Apertura 2011. W grudniu 2011 otrzymał meksykańskie obywatelstwo, zaś podczas rozgrywek Clausura 2012 zdobył z ekipą prowadzoną przez Benjamína Galindo swoje drugie mistrzostwo Meksyku, wówczas także docierając do finału Ligi Mistrzów CONCACAF. Ogółem w barwach Santosu Laguna spędził sześć lat – rozegrał 245 spotkań i strzelił 72 gole – i jest uznawany za jedną z największych legend w historii klubu.
Wiosną 2013 Ludueña – razem ze swoim kolegą klubowym Christianem Suárezem – przeniósł się do klubu CF Pachuca, w ramach rozliczenia za transfer Mauro Cejasa i Néstora Calderóna. Od razu został podstawowym pomocnikiem ekipy i spędził w niej rok, lecz w przeciwieństwie do swoich pobytów w poprzednich zespołach nie osiągnął z nią żadnych sukcesów. Jego bramka z rozegranego 27 lipca 2013 meczu ligowego z Tigres UANL (2:1), zdobyta mocnym strzałem zza połowy boiska, została nominowana przez FIFA do nagrody imienia Ferenca Puskása na najładniejszego gola roku. W styczniu 2014 został piłkarzem drużyny Pumas UNAM ze stołecznego miasta Meksyk, gdzie przez pierwszy rok miał pewne miejsce w składzie, po czym wobec obniżki formy został jednak relegowany do roli rezerwowego. W jesiennym sezonie Apertura 2015 zdobył z Pumas wicemistrzostwo Meksyku, lecz nie zdołał już odzyskać pozycji w wyjściowej jedenastce.
W czerwcu 2016 ogłoszono odejście Ludueñi do drugoligowego Zacatepec Siglo XXI, lecz na transfer nie wyraził zgody sam zawodnik i do przenosin nie doszło. Ostatecznie miesiąc później powrócił do ojczyzny, zasilając ekipę ze swojego rodzinnego miasta – Talleres de Córdoba, wówczas beniaminka ligi argentyńskiej.

## Statystyki kariery
| River Plate   | 2000–2001 | Argentyna | Primera División | 2   | 0  | — | —                       | —       | —  | —   | 2   | 0  |
| River Plate   | 2001–2002 | Argentyna | Primera División | 0   | 0  | — | —                       | CM      | 1  | 0   | 1   | 0  |
| River Plate   | 2002–2003 | Argentyna | Primera División | 14  | 0  | — | —                       | CL      | 4  | 1   | 18  | 1  |
| River Plate   | 2003–2004 | Argentyna | Primera División | 20  | 2  | — | —                       | CS + CL | 12 | 1   | 32  | 3  |
| River Plate   | 2004–2005 | Argentyna | Primera División | 4   | 0  | — | —                       | CS      | 1  | 0   | 5   | 0  |
| UAG           | 2004–2005 | Meksyk    | Liga MX          | 22  | 11 | — | —                       | —       | —  | —   | 22  | 11 |
| UAG           | 2005–2006 | Meksyk    | Liga MX          | 34  | 16 | — | —                       | —       | —  | —   | 34  | 16 |
| UAG           | 2006–2007 | Meksyk    | Liga MX          | 16  | 3  | — | —                       | —       | —  | —   | 16  | 3  |
| Santos Laguna | 2006–2007 | Meksyk    | Liga MX          | 21  | 5  | — | —                       | —       | —  | —   | 21  | 5  |
| Santos Laguna | 2007–2008 | Meksyk    | Liga MX          | 36  | 23 | — | —                       | —       | —  | —   | 36  | 23 |
| Santos Laguna | 2008–2009 | Meksyk    | Liga MX          | 33  | 9  | — | —                       | LMC     | 6  | 0   | 39  | 9  |
| Santos Laguna | 2009–2010 | Meksyk    | Liga MX          | 35  | 10 | 3 | 2                       | SL      | 4  | 0   | 42  | 12 |
| Santos Laguna | 2010–2011 | Meksyk    | Liga MX          | 35  | 7  | — | —                       | LMC     | 5  | 2   | 40  | 9  |
| Santos Laguna | 2011–2012 | Meksyk    | Liga MX          | 41  | 5  | — | —                       | LMC     | 7  | 3   | 48  | 8  |
| Santos Laguna | 2012–2013 | Meksyk    | Liga MX          | 17  | 4  | — | —                       | LMC     | 2  | 2   | 19  | 6  |
| Pachuca       | 2012–2013 | Meksyk    | Liga MX          | 16  | 0  | 4 | 3                       | —       | —  | —   | 20  | 3  |
| Pachuca       | 2013–2014 | Meksyk    | Liga MX          | 16  | 2  | 1 | 0                       | —       | —  | —   | 17  | 2  |
| UNAM          | 2013–2014 | Meksyk    | Liga MX          | 18  | 3  | 1 | 0                       | —       | —  | —   | 19  | 3  |
| UNAM          | 2014–2015 | Meksyk    | Liga MX          | 26  | 3  | 2 | 0                       | —       | —  | —   | 28  | 3  |
| UNAM          | 2015–2016 | Meksyk    | Liga MX          | 34  | 3  | 5 | 1                       | CL      | 6  | 0   | 45  | 4  |
| Talleres      | 2016–2017 | Argentyna | Primera División | 0   | 0  | — | —                       | —       | —  | —   | 0   | 0  |
| Ogółem        |           |           |                  |     |    |   |                         |         |    |     |     |    |
| Argentyna     | Argentyna | Argentyna | 40               | 2   | —  | — | CM + CL + CS            | 18      | 2  | 58  | 4   |    |
| Meksyk        | Meksyk    | Meksyk    | 400              | 104 | 16 | 6 | LMC + SL + CL           | 30      | 7  | 446 | 117 |    |
| Ogółem        | Ogółem    | Ogółem    | 440              | 106 | 16 | 6 | CM + CL + CS + LMC + SL | 48      | 9  | 504 | 121 |    |

Legenda:
- CM – Copa Mercosur
- CL – Copa Libertadores
- CS – Copa Sudamericana
- LMC – Liga Mistrzów CONCACAF
- SL – SuperLiga